# More of the Monkees
More of the Monkees är The Monkees andra musikalbum, släppt i 9 januari 1967 av skivbolagen Colgems Records (i USA) och RCA Victor. Precis som på gruppens debutalbum sjunger medlemmarna endast här, till ackompanjemang av studiomusiker. Gruppmedlemmen Michael Nesmith har dock producerat spår nummer A3 och B2. På albumet kan man hitta gruppens mest kända låt "I'm a Believer".
Albumet nådde Billboard-listans 1:a plats och låg där under 18 veckor.
På englandslistan nådde albumet också 1:a platsen i maj 1967.

## Låtlista
Sida A
1. "She" (Tommy Boyce/Bobby Hart) – 2:40
2. "When Love Comes Knockin' (At Your Door)" (Carole Bayer-Sager/Neil Sedaka) – 1:49
3. "Mary, Mary" (Mike Nesmith) – 2:16
4. "Hold on Girl" (Billy Carr/Jack Keller/Ben Raleigh) – 2:29
5. "Your Auntie Grizelda" (Diane Hildebrand/Jack Keller) – 2:30
6. "(I'm Not Your) Steppin' Stone" (Tommy Boyce/Bobby Hart) – 2:25

Sida B
1. "Look Out (Here Comes Tomorrow)" (Neil Diamond) – 2:16
2. "The Kind of Girl I Could Love" (Mike Nesmith/Roger Atkins) – 1:53
3. "The Day We Fall in Love" (Sandy Linzer/Denny Randall) – 2:26
4. "Sometime in the Morning" (Gerry Goffin/Carole King) – 2:30
5. "Laugh" (Phil Margo/Mitchell Margo/Hank Medress/Joy Siegel) – 2:30
6. "I'm a Believer" (Neil Diamond) – 2:50

Bonusspår på den remastrade CD-utgåvan från 1994
1. "Don't Listen to Linda" (Tommy Boyce/Bobby Hart) (alternativ version) – 2:28
2. "I'll Spend My Life With You" (Tommy Boyce/Bobby Hart) (alternativ version) – 2:30
3. "I Don't Think You Know Me" (Gerry Goffin/Carole King) (alternativ version) – 2:19
4. "Look Out (Here Comes Tomorrow)" (Neil Diamond) (alternativ version) – 2:53
5. "I'm a Believer" (Neil Diamond) (alternativ version) – 2:53

## Medverkande
Musiker (The Monkees-medlemmar)
- Micky Dolenz – sång (spår A1, A3, A6, B4, B6), bakgrundssång (spår A1, A3, A4, B1, B2, B4, B6)
- Davy Jones – sång (spår A2, A4, B1, B3, B5), bakgrundssång (spår A1, B1, B2, B5, B6)
- Peter Tork – sång (spår A5), bakgrundssång (spår A1, B1, B2, B6), gitarr (spår A3)
- Michael Nesmith – sång (spår B2), bakgrundssång (spår B2), pedal steel guitar (spår B2)

Bidragande musiker
| Bakgrundssång - Tommy Boyce (spår A1, A6) - Wayne Erwin (spår A1) - Bobby Hart (spår A1, A6) - Ron Hicklin (spår A1) - Carole King (spår B4) - Jeff Barry (spår B6) Gitarr - Wayne Erwin (spår A1, A6) - Gerry McGee (spår A1, A6) - Louie Shelton (spår A1, A6) - Al Gafa (spår A2) - Willard Suyker (spår A2) - Donald Thomas (spår A2) - James Burton (spår A3, B2) - Glen Campbell (spår A3, B2) - Al Casey (spår A3, B2, B3) - Michael Deasy (spår A3, B2) - Neil Diamond (spår B1, B6) - Carol Kaye (spår B5) - Al Gorgoni (spår B6) - Sal Ditroia (spår B6) Basgitarr - Larry Taylor (spår A1, A6) - Russell Savakus (spår A2) - Bob West (spår A3, B2) - Larry Knetchtel (spår B2) - Carol Kaye (spår B3) - Ray Pohlman (spår B3, B5) - Dick Romoff (spår B6) | Trummor - Billy Lewis (spår A1, A6) - Herbert Lovell (spår A2) - Hal Blaine (spår A3, B2, B3, B5) - Buddy Salzman (spår B1, B6) Keyboard - Bobby Hart (spår A1, A6) - Neil Sedaka (spår A2) - Maurgan Cheff (spår B1) - Don Randi (spår B3, B5) - Michel Rubini (spår B3, B5) - Artie Butler (spår B6) - Jeff Barry (spår B6) Percussion - Norm Jefferies (spår A1) - Gary Coleman (spår A3, B2) - Jim Gordon (spår A3, B2) - Henry Levy (spår A6) - Frank Capp (spår B3, B5) - Julius Wechter (spår B3, B5) - Jeff Barry (spår B6) Annat - Louis Haber – violin (spår B3) - Irving Spice – violin (spår B3) - Lousi Stone – violin (spår B3 - David Sackson – viola (spår B3) - Murray Sandry – viola (spår B3) - Seymour Barab – cello (spår B3) |

Produktion
- Tommy Boyce – producent (spår A1, A6)
- Bobby Hart – producent (spår A1, A6)
- Neil Sedaka – producent (spår A2)
- Carole Bayer Sager – producent (spår A2)
- Michael Nesmith – producent (spår A3, B2)
- Jeff Barry – producent (spår A4, A5, B1, B3–B6)
- Jack Keller – producent (spår A4, A5)
- Gerry Goffin – producent (spår B4)
- Carole King – producent (spår B4)
- Ernie Olerich – ljudtekniker (spår A2)
- Ray Hall – ljudtekniker (spår B3)